# Magyar formatervezők listája
Ez a magyar formatervezők listája. A világ ismertebb formatervezőit lásd: Formatervezők listája szócikk alatt.

## B
- Botár László
- Breuer Marcell

## C, CS
- Cserny József

## E
- Ekler Dezső
- Esztány István

## G, Gy
- Galamb József
- Goldfinger Ernő
- Sankó Gyatsa

## I
- Ivánka András Rudolf (1978) designerbeton tervező
- Ivánka Katalin (1980) designerbeton tervező

## K
- Kárász Ilonka (1896-1981) magyar származású amerikai designer
- Kovács Zsuzsa (1902–1974) belsőépítész, bútor- és formatervező

## L
- Lelkes Péter
- Lengyel István

## N
- Nádas László

## P
- Policsányi István

## R
- Rubik Ernő

## S, Sz
- Martin Szekely
- Simon Károly

## V
- Veres Lajos

## Z, ZS
- Zeisel Éva